# 571 (numero)
Cinquecentosettantuno (571) è il numero naturale dopo il 570 e prima del 572.

## Proprietà matematiche
- È un numero dispari.
- È un numero primo.
- È un numero difettivo.
- È il 20° numero triangolare centrato.
- È un numero primo di Chen.
- È parte della terna pitagorica (571, 163020, 163021).

## Astronomia
- 571 Dulcinea è un asteroide della fascia principale del sistema solare.
- NGC 571 è una galassia spirale della costellazione dei Pesci.

## Astronautica
- Cosmos 571 è un satellite artificiale russo.